# 黐手
黐手是詠春拳的鍛鍊方法之一，用以練習攻擊及防守反應；更加是接近應用的互動練習。最終練習至應用之手法〈來留去送，甩手直衝〉〈不招不架，只是一下〉。
黐手是锻炼攻防的触觉反应，使中枢神经建立成条件反射，两手可以随机应变，在千变万化的实战中能够应付自如。黐手锻炼是由双方的四条臂膀在内外门运用几种动作循环反复地相互粘贴翻滚，如在一个无形的圆弧和直线之中，形成活的劲力流力和前推的力度。它锤炼双手左右兼顾，可以流畅地卸除对方之力，也可以转化为直线攻击对方。而且寻找对手之空隙漏洞，达到“来留去送”和“甩手直冲”等目的。
黐手更深一層的作用，是在提昇自身內力。 經由手腕接觸互動，可以協調肌肉平衡，及身體重心的穩定性。（页面存档备份，存于）

### 單黐手
重覆三個動作，一方“伏”>“窒(疾)”>“打”，另一方“攤”>“掌”>“膀”。

### 雙黐手
一手為“伏”，另一手為“攤”>“膀”。即一方之左手為“伏”時，對應對方之右手“攤”>“膀”。